# Charles Atkin
Charles Sydney Atkin (ur. 26 lutego 1889 w Sheffield, zm. 9 maja 1958 w Sheffield) – brytyjski hokeista na trawie na igrzyskach w Antwerpii 1920. Wraz z drużyną zdobył złoty medal.